# Biophysical Journal
Biophysical Journal is een internationaal, aan collegiale toetsing onderworpen wetenschappelijk tijdschrift op het gebied van de biofysica. De naam wordt in literatuurverwijzingen meestal afgekort tot Biophys. J.
Het wordt uitgegeven door Cell Press namens de Biophysical Society en verschijnt tweewekelijks.
Het eerste nummer verscheen in 1960.